# Trdnjava Koules
Trdnjava Koules (grško Κούλες) ali Castello a Mare ('Utrdba na morju' v italijanščini) je trdnjava na vhodu v staro pristanišče Iraklion na Kreti v Grčiji. Zgradila jo je Beneška republika v začetku 16. stoletja in je še danes v dobrem stanju.

## Zgodovina
Mesto so verjetno prvi utrdili Arabci v 9. ali 10. stoletju. V drugem bizantinskem obdobju je na mestu stal stolp, znan kot Castellum Comunis. Leta 1303 je bil stolp uničen v potresu, vendar so ga popravili.
Leta 1462 je beneški senat odobril program za izboljšanje utrdb v Kandiji. Bizantinski stolp je bil leta 1523 porušen in namesto njega so začeli graditi Castello a Mare. Stare ladje so napolnili s kamni in jih s tem potopili, oblikovali valobran in povečali površino ploščadi, na kateri je bila zgrajena trdnjava. Trdnjava je bila dokončana leta 1540.
Leta 1630 je bila trdnjava oborožena z 18 topovi v pritličju in 25 topovi na poti, ki vodi do strehe.
Med 21-letnim obleganjem Kandije so osmanske baterije zlahka nevtralizirale ognjeno moč utrdbe. Osmani so utrdbo končno zavzeli leta 1669, potem ko so Benečani predali celotno mesto. Na utrdbi niso naredili večjih sprememb, razen dodatkov nekaterih obzidij in utorov. Zgradili so majhno utrdbo, znano kot Mali Koules, na kopni strani, ki pa je bila porušena leta 1936, medtem ko so mesto 'modernizirali'.
Trdnjava je bila obnovljena in je zdaj odprta za javnost.] V utrdbi občasno potekajo umetniške razstave in kulturne dejavnosti.

## Lega
Trdnjava je sestavljena iz dveh delov: visokega pravokotnega dela in nekoliko nižjega polelipsastega dela. Njeni zidovi so ponekod debeli do 8,7 m. Ima tri vhode. Trdnjava je dvonadstropna s skupno 26 prostori, ki so bili prvotno uporabljeni kot vojašnica, zapor, skladišča, vodni zbiralnik, cerkev, mlin in pekarna.
Na severnem delu je stolp svetilnika.

## Galerija
- Vhod
- Južna stena
- Notranji pogled s strešno potjo na desni
- Notranjost
- Topovske krogle
- Pogled na streho
- Relief krilatega beneškega leva na severni steni